# Caproni Vizzola F.4
Il Caproni Vizzola F.4 era un aereo da caccia monomotore monoplano ad ala bassa progettato dall'ufficio tecnico dell'azienda italiana Aeronautica Caproni e prodotto negli stabilimenti della consociata Caproni Vizzola di Vizzola Ticino, presso Varese, nei tardi anni trenta e rimasto allo stadio di prototipo.

## Storia del progetto
Nel 1938, un gruppo di lavoro diretto dall'ingegnere Fabrizio Fabrizi inizia lo sviluppo di un progetto di un nuovo modello di caccia monoplano, al quale venne assegnato la designazione F.4 (che sta per Fabrizi 4), un velivolo realizzato in tecnica mista, con struttura della fusoliera in tubi d'acciaio saldati tra loro e ricoperti di lastre in duralluminio mentre le ali erano in legno ricoperto da compensato, e che prevedeva l'installazione di un motore Isotta Fraschini Asso L.121 RC.40, un 12 cilindri a V raffreddato a liquido da 960 CV (715 kW) che l'Isotta Fraschini, entrata a far parte del gruppo Caproni, stava sviluppando. Tuttavia il suo sviluppo rimase sospeso senza che se ne costruisse un prototipo, secondo alcune fonti a causa del veto da parte del Ministero dell'aeronautica che al tempo premeva per l'uso del motore radiale e che preferì invece che l'Asso non venisse usato su un aereo da caccia.
Intanto, in parallelo, dal progetto originale veniva sviluppato ed avviato alla produzione il Caproni Vizzola F.5 a motore radiale fino a che non si concretizzò, nell'estate del 1939, la possibilità di disporre del tedesco Daimler-Benz DB 601 da 1 075 CV. Data la compatibilità tra i due progetti per realizzare il prototipo dell'F.4 venne prelevata dalla catena di produzione la dodicesima cellula del primo lotto degli F.5 di preproduzione in avanzata fase di completamento ed identificata con il codice militare MM.5932.
Il prototipo venne portato in volo per la prima volta nel luglio 1940, ai comandi del capitano pilota della Regia Aeronautica Francesco Agello, dall'aeroporto aziendale a Vizzola Ticino. Il 26 ottobre, durante una successiva prova ad alta velocità, Agello fu costretto ad un atterraggio di fortuna causa il cedimento di un pannello della cappottina che lo ferì. Il velivolo, benché cappottato per aver incrociato un fossato nella corsa, rimase solo lievemente danneggiato e poté continuare il programma di prove previsto. Venne quindi inviato al Centro Sperimentale di Guidonia dove, al confronto con l'F.5, si riscontrarono le già ottime caratteristiche di volo del predecessore riuscendo tuttavia a raggiungere solamente i 550 km/h alla quota di 3 750 m, una velocità massima di poco superiore del progetto gemello.
Non furono però costruiti o ordinati altri F.4 ed anche la proposta di costruire un modello di produzione alimentato dai 601A costruiti dall'Alfa Romeo, come l' F.5bis, venne presto abbandonata a favore dello sviluppo del più avanzato Caproni Vizzola F.6M.

## Impiego operativo
La Regia Aeronautica assegnò l'unico F.4 alla 303ª Squadriglia (167º Gruppo Autonomo Intercettori), la quale lo provò in via sperimentale nel corso del 1942.

## Utilizzatori
Italia
- Regia Aeronautica